# Максимов Олександр Олександрович
Олекса́ндр Олекса́ндрович Макси́мов (нар. 13 лютого 1985, Запоріжжя) — український футболіст, півзахисник. Має в активі одну гру у складі національної збірної України. По завершення ігрової кар'єри — тренер.

## Клубна кар'єра
Вихованець ДЮСШ клубу «Металург» з рідного Запоріжжя. Перший тренер — Шаповалов В. П. 2002 року потрапляє до системи київського «Динамо», де в основному виступає за третю команду клубу.

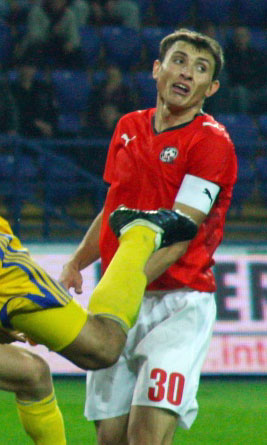
Олександр Максимов під час виступів за «Кривбас». 3 жовтня 2009 року

2004 року переїжджає до Харкова, де спочатку грає за «Металіст», у складі якого 25 липня 2004 року дебютує у матчах вищої ліги чемпіонату України (гра проти полтавської «Ворскли-Нафтогаз», перемога 1:0). З початку 2005 року виступає у складі першолігового «Арсенала», разом з яким за півроку повертається до «еліти» — по результатах сезону 2004—2005 «Арсенал» виборює право виступати у вищій лізі чемпіонату (в якій розпочинає виступи під назвою ФК «Харків»).
На початку сезону 2007—2008 переходить до дніпропетровського «Дніпра», у складі якого фактично не отримує шансу проявити себе — протягом усього сезону грає здебільшого за дублюючий склад, за основну команду проводить на полі загалом трохи більше 10 хвилин (тричі вийшовши на заміну). З 2008 року виступає на правах оренди у складі криворізького «Кривбаса», у якому відразу стає гравцем основного складу, а згодом й капітаном команди.
Улітку 2011 року підписав контракт із київським «Арсеналом», якому стабільного місця в основному складі не мав, періодично виходячи на поле.
На початку 2013 року в зв'язку з фінансовими проблемами в «Арсеналі», клуб змушений був відпустити більшість високооплачуваних футболістів, в тому числі й Олександра, який на правах вільного агента, разом з партнерами по команді Євгеном Боровиком та Андрієм Гітченком, підписав контракт з «Кривбасом». Проте в команді до кінця сезону так і не зіграв жодної гри.
Улітку 2013 року «Крибвас» було знято зі змагань і Максимов на правах вільного агента підписав однорічний контракт з запорізьким «Металургом», вихованцем якого Олександр і був. До кінця року зіграв у дев'яти матчах чемпіонату і двох кубкових іграх, після чого в січні 2014 року контракт було розірвано за згодою сторін.
7 лютого на правах вільного агента підписав контракт із «Севастополем», де зіграв до кінця сезону в 6 матчах чемпіонату, після чого клуб був розформований, а Максимов став вільним агентом.
У жовтні 2014 року на правах вільного агента підписав контракт із донецьким «Олімпіком», але покинув клуб у грудні, не зігравши жодного матчу.
У лютому 2015 року підписав контракт із білоруським клубом «Топрпедо» (Жодино). Він став основним центральним півзахисником у складі команди, але в липні отримав травму, від якої оговтався лише в самому кінці сезону 2015 року. У січні 2016 року він залишив «Торпедо-БелАЗ».
На початку серпня 2016 року став гравцем мальтійського клубу «Пембрук Атлета», який покинув у січні 2017 року.
Завершував ігрову кар'єру у аматорських клубах «Музичі» і «Джуніорс» (Шпитьки).

## Виступи за збірні
З 2000 року викликався до юнацьких збірних України різних вікових категорій, у складі яких провів 19 ігор та відзначився 4 забитими голами. Протягом 2003—2006 років також провів 15 ігор за молодіжну збірну. Брав участь у фінальній частині молодіжного чемпіонату Європи 2006 року, по результатах якої збірна України виборола срібні нагороди, відіграв у 4 з 5 матчів української команди на турнірі.
Має в активі один зіграний матч у складі національної збірної України — 12 жовтня 2005 року вийшов на заміну у товариській грі збірної проти національної команди Японії (перемога 1:0).

## Тренерська кар'єра
Першим досвідом роботи в тренерському складі для Максимова 2017 року став аматорський київський клуб «Лівий берег», де він відповідав за підготовку та розвиток молодих футболістів у юнацьких групах.
У 2018 році Олександр Максимов увійшов до тренерського штабу «Шахтаря» (Донецьк), де працював до кінця сезону 2022/23 як тренер юнацьких команд.
У липні 2023 року, після завершення роботи в «Шахтарі», Максимов приєднався до тренерського штабу черкаського клубу ЛНЗ (Черкаси), обійнявши посаду асистента головного тренера Олександра Ковпака. Втім, вже у серпні увесь тренерський штаб було звільнено.
На початку 2024 року Максимов перейшов до житомирського «Полісся» (Житомир), де обійняв посаду асистента головного тренера юнацької команди U-19 Геннадія Литовченка. 12 травня 2025 року, після відставки Імада Ашура став виконуючим обов'язки головного тренера «Полісся» до кінця сезону.

## Досягнення
- Срібний призер молодіжного чемпіонату Європи 2006 року;